# Тхайцухов, Бемурза Хангериевич
Тхайцухов, Бемурза Хангериевич (1929—20.09.2007) — абазинский писатель и поэт. Народный писатель Карачаево-Черкесии.

## Биография
Бемурза Тхайцухов родился осенью 1929 года в ауле Кубина Карачаево-Черкесии. Образование получил в семилетней школе, после чего год работал учётчиком в колхозе. С 1947 по 1951 год учился в Черкесском педагогическом училище, по окончании которого стал учителем сначала в ауле Малоабазинка, а потом в родном Красном Востоке. С 1954 по 1956 год служил в армии. После демобилизации стал работать в абазинской газете «Коммунизм алашара». 
В 1962 году Б. Х. Тхайцухов был принят в Союз писателей СССР.
В 1964 году экстерном закончил Карачаево-Черкесский педагогический институт.
С 1967 по 1969 годы учился на Высших литературных курсах при Литературном институте им. М. Горького в Москве.
Скончался 20 сентября 2007 года, похоронен в ауле Кубина.

## Творчество
Первые стихотворения Тхайцухова были опубликованы в газете «Красная Черкесия» в 1949 году. Его перу принадлежит более двух десятков сборников поэзии и прозы. Крупнейшим произведением Тхайцухова стал исторический роман «Горсть земли» (Нышв напӀыкӀ), о Кавказской войне и переселении абазин в Османскую империю во второй половине XIX века. Среди его других прозаических произведений выделяются сборник рассказов «Дубовый лист» и повесть «Ветер жизни».

## Награды и премии
- Народный писатель Карачаево-Черкесской Республики (1995)

##### На абазинском языке
- Искра любви: стихи. — Черкесск, 1958. — 52 с.
- Дубовый лист: рассказы. — Черкесск, 1959. — 120 с.
- Думая о Ленине: баллады и поэмы. — Черкесск, 1963. — 40 с.
- Ветер жизни: повесть. — Черкесск, 1963. — 311 с.
- Дай руку, Солнце!: повесть в стихах. — Черкесск, 1964. — 87 с.
- Горсть земли: роман. — Черкесск, 1966. — 338 с.
- Что такое Родина?: поэма. — Черкесск, 1967. — 64 с.
- Седина: стихи. — Черкесск, 1968. — 136 с.
- Пером орла: поэмы. — Черкесск, 1970. — 214 с.
- Хлеб и соль: рассказы и очерки. — Черкесск, 1974. — 236 с.
- Люди моего аула: рассказы, очерки, новеллы. — Черкесск, 1976. — 263 с.
- Думы мои: стихи и поэмы. — Черкесск, 1980. — 128 с.
- Я твой, мой мир: стихи. — Черкесск, 1984. — 128 с.
- Тайна двух семей: повести. — Черкесск, 1987. — 245 с.
- Одним выстрелом: рассказы-миниатюры. — Черкесск, 1990. — 240 с.

##### На русском языке
- Голос любви: стихи. — Черкесск, 1966. — 55 с.
- Ровесники: стихи. — М.: Молод. гв., 1970.
- Гашамида: повесть. -М.: Сов. Россия, 1972. — 208 с.
- Горсть земли: роман. — М.: Современник, 1974. — 236 с.
- Слово о земле: стихи, баллады, поэмы. — М.: Современник, 1979. — 94 с.
- Горсть земли: роман, повесть, рассказы. — Черкесск, 1993. — 384 с.